# Baskets
Baskets è una serie televisiva statunitense con protagonista Zach Galifianakis, che è anche co-creatore assieme a Louis C.K. e Jonathan Krisel.
La serie ha debuttato su FX il 21 gennaio 2016.
Il 31 luglio 2019 FX ha annunciato la cancellazione della serie dopo la quarta stagione.

## Trama
Chip Baskets coltiva da sempre il sogno di diventare un clown professionista. Dopo aver fallito ad una prestigiosa scuola di clown a Parigi, si vede costretto a lavorare in rodeo locale di Bakersfield, California.

## Episodi
| Stagione         | Episodi | Prima TV originale | Prima TV Italia |
| ---------------- | ------- | ------------------ | --------------- |
| Prima stagione   | 10      | 2016               | inedita         |
| Seconda stagione | 10      | 2017               | inedita         |
| Terza stagione   | 10      | 2018               | inedita         |
| Quarta stagione  | 10      | 2019               | inedita         |

## Personaggi e interpreti

### Principali
- Chip e Dale Baskets, interpretati da Zach Galifianakis
- Martha Brooks, interpretata da Martha Kelly
- Christine Baskets, interpretato da Louie Anderson

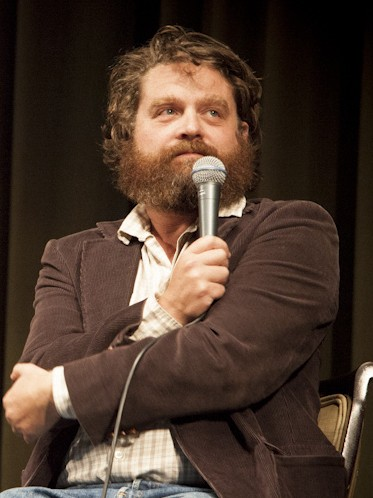
Zach Galifianakis
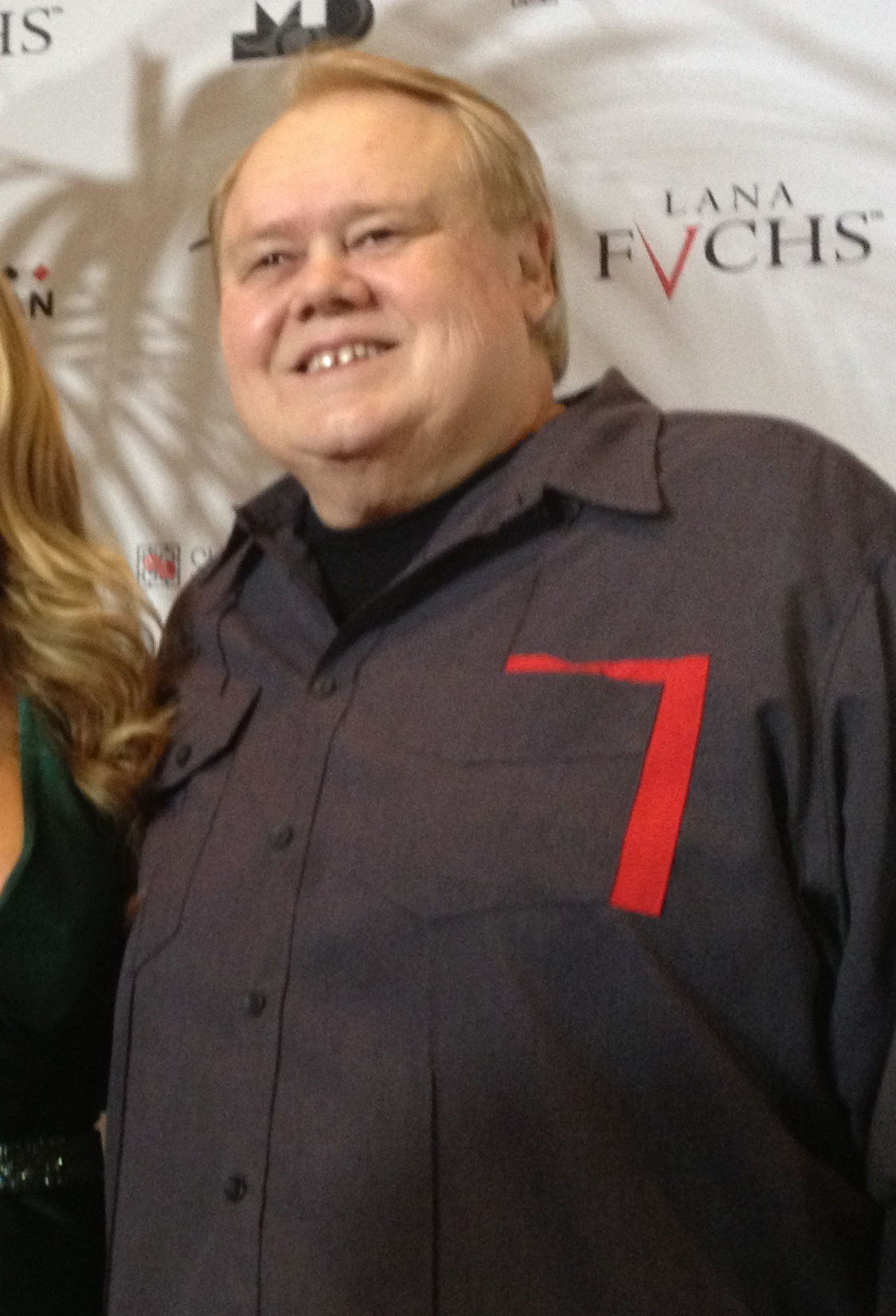
Louie Anderson

### Ricorrenti
- Penelope, interpretata da Sabina Sciubba
- Eddie, interpretato da Ernest Adams
- Nicole Baskets, interpretata da Ellen D. Williams
- Sarah Baskets, interpretata da Malia Pyles
- Crystal Baskets, interpretata da Julia Rose Gruenberg

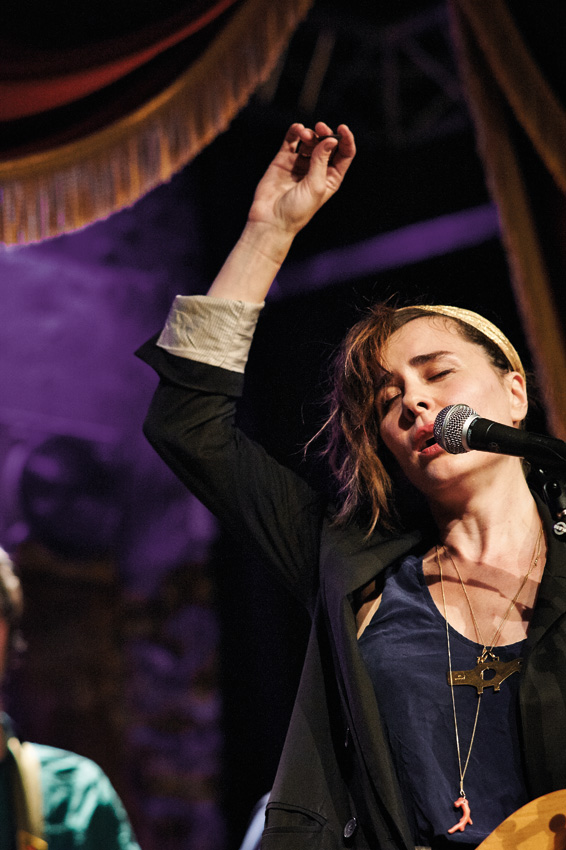
Sabina Sciubba

## Produzione
Nel dicembre 2013, la società di produzione di Louis C.K., Pig Newton, ha firmato un accordo con FX per la creazione di vari programmi televisivi. Il 14 gennaio 2014, FX ha ordinato l'episodio pilota scritto da C.K., Galifianakis e Krisel.
Il 27 agosto 2014, FX ha ordinato un'intera stagione composta da 10 episodi. Il 23 febbraio 2016, FX ha rinnovato la serie per una seconda stagione, mentre il 9 marzo 2017 ottiene il rinnovo per una terza stagione.
Nel mese di novembre del 2017, in seguito alle accuse di molestie sessuali che vedono coinvolto Louis C.K., FX annulla l'accordo generale con C.K. e la sua compagnia di produzione, Pig Newton. C.K. non avrà alcun coinvolgimento nelle future stagioni della serie.

## Distribuzione
La prima stagione è stata trasmessa dal 21 gennaio al 24 marzo 2016, la seconda dal 19 gennaio al 23 marzo 2017, mentre la terza dal 23 gennaio al 27 marzo 2018.
In Australia la serie va in onda su Comedy Channel dal 26 gennaio 2016, mentre nel Regno Unito, invece, viene trasmessa su Fox dal 13 aprile 2017.
In Italia è ancora inedita.

## Accoglienza

### Prima stagione
La prima stagione è stata accolta positivamente dalla critica. Sull'aggregatore di recensioni Rotten Tomatoes ha un indice di gradimento del 68% con un voto medio di 7,11 su 10 basato su 41 recensioni, su Metacritic, invece ha avuto un punteggio di 68 su 100 basato su 32 recensioni.

### Seconda stagione
La seconda stagione invece, su Rotten Tomatoes ha un indice di gradimento del 100% con un voto medio di 8,0 su 10, basato su 10 recensioni, mentre su Metacritic ha un punteggio di 83 su 100 basato su 8 recensioni.

## Riconoscimenti
- 2016 - Critics' Choice Television Awards[18]
  - Miglior attore non protagonista in una serie commedia a Louie Anderson
- 2016 - Emmy Award[19]
  - Miglior attore non protagonista in una serie commedia a Louie Anderson
- 2017 - Emmy Award[20][21]
  - Nomination al miglior attore protagonista in una serie commedia a Zach Galifianakis
  - Nomination al miglior attore non protagonista in una serie commedia a Louie Anderson
- 2018 - Satellite Award[22]
  - Nomination alla miglior serie commedia o musicale
  - Nomination al miglior attore in una serie commedia o musicale a Zach Galifianakis
  - Nomination al miglior attore non protagonista in una serie, mini-serie o film per la televisione a Louie Anderson